# Dele Adeleye
Ayodele „Dele“ Adeleye (* 25. Dezember 1988 in Lagos, Nigeria) ist ein nigerianischer Fußballspieler.

## Karriere
Er begann seine Karriere beim nigerianischen Shooting Stars FC. Als Innenverteidiger nahm er an der Junioren-Fußballweltmeisterschaft 2005 teil, wo seine Mannschaft den zweiten Platz belegte. Durch seine guten Leistungen wurden europäische Vereine auf ihn aufmerksam und er wechselte im Jahr 2006 als 17-Jähriger zu Sparta Rotterdam. 2008 stand er in der Olympiaauswahl seines Landes und gewann die Silbermedaille bei den Olympischen Spielen in Peking. Seit 2009 spielt er in der Nigerianischen A-Nationalmannschaft. Im Sommer 2010 nahm er an der Weltmeisterschaft in Südafrika teil. Mit nur einem Punkt schied Nigeria bereits in der Vorrunde als Tabellenletzter aus, wobei Adeleye nicht zum Einsatz kam.
Nach der Weltmeisterschaft wechselte er zu Metalurg Donezk.

## Titel und Erfolge
- Vize-Weltmeister bei der Junioren-Fußballweltmeisterschaft 2005
- Silbermedaille bei den Olympischen Sommerspielen 2008 in Peking